# 尤寧城 (印第安納州)
尤寧城（英語：Union City）是一個位於美國印第安纳州蘭道夫縣的城市。

## 人口
根據2010年美國人口普查的數據，尤寧城的面積為5.85平方千米，當中陸地面積為5.83平方千米，而水域面積為0.02平方千米。當地共有人口3584人，而人口密度為每平方千米612.65人。